# Dumbrellia
Dumbrellia es un género de escarabajos de alas de red perteneciente a la familia Lycidae. Alcanzan una diversidad de especies particularmente alta en el Sudeste Asiático. Es considerado sinonimia de Plateros.